# Simav (Kütahya)
Pour les articles homonymes, voir Simav.
Simav est une ville et un district de la province de Kütahya dans la région égéenne en Turquie.